# Мур, Том
Капитан сэр Том Мур (англ. Tom Moore; 30 апреля 1920, Китли, Англия, Великобритания — 2 февраля 2021, Бедфорд, Англия, Великобритания) — британский ветеран Второй мировой войны, участник Бирманской кампании (1942—1945), почётный полковник (2020), танкист. После войны был инструктором в танковых войсках, затем стал управляющим компании по производству бетона; был мотогонщиком, выиграл несколько наград. 6 апреля 2020 года в возрасте 99 лет он начал благотворительную акцию «Tom’s 100th Birthday Walk For The NHS», в рамках которой начал ходить с помощью ходунков вокруг своего сада с целью сделать 100 пешеходных кругов и собрать 1000 фунтов стерлингов для своего столетнего дня рождения и в рамках действий благотворительной ассоциации NHS Charities Together для поддержки Национальной службы здравоохранения Великобритании. И уже к 24 апреля было собрано более 28 млн фунтов, которые пожертвовали 1,3 млн человек. В апреле к своему 100-летию он стал самым старым лидером официального британского хит-парада, благодаря участию в записи благотворительного сингла «You'll Never Walk Alone». Классическая песня 1945 года 24 апреля 2020 года заняла первое место в UK Singles Chart, а все доходы от неё должны были быть направлены в помощь врачам и больным, пострадавшим от пандемии коронавируса.

## Биография
Родился 30 апреля 1920 в городе Китли, в графстве Уэст-Йоркшире, Англия.
Мур родился в семье Уилфреда, одного из строителей города, в котором вырос. Он получил образование в гимназии Keighley Grammar School и закончил обучение в области гражданского строительства.

### Военная карьера
В начале Второй мировой войны Мур был зачислен в 8-й батальон полка герцога Веллингтона (8 DWR), дислоцированный в Корнуолле. Он был отобран в группу для обучения офицеров в 1940 году и учился в офицерском кадетском отделении до того, как был назначен вторым лейтенантом 28 июня 1941 года.
22 октября 1941 года Мур начал службу в Королевском танковом корпусе (Royal Armoured Corps). Это произошло потому, что его батальон 8 DWR стал бронетанковым подразделением 145-го полка Королевского танкового корпуса. Позже он был переведён в 9-й батальон (9 DWR) в Индию, который также был переименован в 146-й полк Королевского танкового корпуса. Первоначально он был отправлен в Бомбей, а затем в Калькутту. Его полк был оснащён танками M3 Lee и участвовал в Битве за остров Рамри в период с 14 января по 22 февраля 1945 года между англо-индийскими (XXV Индийский корпус) и японскими (121-й пехотный полк 54-й дивизии) войсками, на острове Рамри (Yangbye Kywan), расположенном у побережья Бирмы. 11 октября 1942 года Муру присвоили звание лейтенанта, а с 11 октября 1944 года он стал капитаном.
Позднее Мур служил в Аракане в западной Мьянме (известной в то время как Бирма), затем на Суматре после капитуляции Японии, когда он получил звание капитана. По возвращении в Великобританию Мур работал инструктором в танковой школе Armoured Fighting Vehicle School в Бовингтоне, Дорсет.

### Награды
За годы своей военной службы и жизни Мур был награждён четырьмя медалями.
| Награда | Описание            | Примечание     |
| ------- | ------------------- | -------------- |
|         | Рыцарь-бакалавр     | 20 мая 2020    |
|         | Звезда 1939—1945    | [ 21 ]         |
|         | Бирманская звезда   | [ 21 ]         |
|         | Defence Medal       | 30 апреля 2020 |
|         | War Medal 1939—1945 | [ 21 ]         |

### Признание
Мур дал интервью более 50 медиа.
16 апреля, после того как Мур сделал свой последний 100-й пешеходный круг, спикер Правительства Соединённого Королевства заявил:
Премьер-министр, безусловно, будет искать способы признать героические усилия Тома.
20 апреля 2020 года более 800 тысяч человек подписали петицию о присвоении Муру рыцарского титула.
Бригадир Эндрю Джексон, полковник Йоркширского полка, так описал Мура:
Абсолютная легенда своего исключительного поколения, которое до сих пор остаётся источником вдохновения для наших йоркширских солдат.
23 апреля 2020 года Мур был награждён премией Гордость Британии (Pride of Britain Awards) в знак признания его усилий по сбору средств больницам и больным, пострадавшим от пандемии коронавируса.
20 мая 2020 года получил титул Рыцарь-бакалавр.

### Книга рекордов Гиннесса
Тому Муру принадлежит два мировых рекорда Книги рекордов Гиннесса: он старейший человек, которому удалось возглавить британский официальный хит-парад, а также крупнейший индивидуальный сборщик пожертвований.

## 100-летие Тома
6 апреля 2020 года, когда приближался его сотый день рождения, Мур начал кампанию по сбору средств для ассоциации NHS Charities Together, группы благотворительных организаций поддержки и добровольцев, ухаживающих за пациентами с COVID-19 в британских службах здравоохранения во время пандемии коронавируса. Его целью стало завершить сто 25-метровых кругов у своего сада, десять кругов в день, с помощью ходунков, под девизом Tom’s 100th Birthday Walk For The NHS.
Первоначальная цель в 1000 фунтов стерлингов, которая была достигнута 10 апреля, была увеличена сначала до 5000 фунтов стерлингов, а в конечном итоге и до 500 000 фунтов стерлингов по мере вовлечения всё большего числа людей по всему миру. Сбор средств вырос в геометрической прогрессии, когда британские СМИ обнародовали усилия ветерана. Мур, который присоединился к Твиттеру в том же месяце, использовал его, чтобы выразить радость по поводу накопления такой огромной суммы денег для NHS.
Страница социальной платформы по сбору средств JustGiving, посвящённая Тому Муру сообщила, что к 21:00 24 апреля 2020 (UTC) было собрано свыше 28,7 млн фунтов стерлингов, что стало самой большой суммой за всю историю JustGiving, побив предыдущий рекорд в 5,2 млн, установленный (частично посмертно) Стивеном Саттоном (1994—2014). Более 1,3 млн человек внесли эти пожертвования.
Средства, собранные Муром, расходуются на средства самозащиты сотрудников Национальной службы здравоохранения, комнаты отдыха и восстановления, на устройства, позволяющие больным поддерживать связь с членами семьи, и для общественных групп, которые поддерживают пациентов после выписки из больниц.
Утром 16 апреля 2020 года Мур достиг своей первоначальной цели в сто кругов, за которой на безопасном расстоянии наблюдал почётный караул из 1-го батальона Йоркширского полка, с которым были объединены DWR в 2006 году. Мур сказал, что не остановится, и намеревается сделать вторую сотню кругов.

### 30 апреля 2020 года
Утром 30 апреля 2020 года в день рождения Мура над его домом совершили полёт два военных самолёта времён Второй мировой войны — истребители Hawker Hurricane и Spitfire из группы Battle of Britain Memorial Flight Королевских военно-воздушных сил Великобритании (Royal Air Force). Затем днём второе воздушное представление провели два современных военных вертолёта — Wildcat и Apache из Корпуса армейской авиации (Army Air Corps).
Майкл Болл появился в прямом эфире утренней программы BBC Breakfast, чтобы спеть Муру «Happy Birthday to You». С днём рождения Тома Мура также поздравили премьер-министр Борис Джонсон, капитан британской футбольной сборной Гарри Кейн и принц Чарльз. Мур также получил видеозвонок от Генерального секретаря Организации Объединённых Наций Антониу Гутерриша, который пожелал ему счастливого дня рождения.
Вместо стандартного поздравительного сообщения в честь 100-летия со дня рождения от Королевы Елизаветы II он получил персонализированную карточку, лично подаренную лордом-лейтенантом Бедфордшира Хелен Неллис (Helen Nellis).

## Песня «You’ll Never Walk Alone»
Песня «You'll Never Walk Alone» («Ты никогда не будешь одинок»), в записи которой принял участие Том Мур, впервые прозвучала в 1945 году в мюзикле Carousel, она также исполняется как гимн английской футбольной команды «Ливерпуль» перед каждым их матчем. В 1963 году она уже занимала первое место в британском хит-параде в исполнении группы Gerry and the Pacemakers. Классическая песня 1945 года спустя 75 лет 24 апреля 2020 года вновь заняла первое место в UK Singles Chart. Все собранные от продажи сингла средства пойдут на благотворительные цели в помощь врачам и больным, пострадавшим от пандемии коронавируса.
Чтобы отметить 100-летие Мура, британский тенор и актёр Майкл Болл спел «You'll Never Walk Alone» для него в прямом эфире передачи BBC Breakfast. В течение 24 часов это представление было записано и превращено в цифровой сингл с участием подпевающего Тома Мура, а также хора врачей и волонтёров «Голоса заботы» Национальной службы здравоохранения Великобритании (NHS). Компания Decca Records выпустила этот трек 17 апреля, а когда все доходы поступили в NHS Charities Together, запись вышла сразу на первое место в британском чарте «The Official Big Top 40». В первые 48 часов было продано почти 36 000 копий, и это позволило ей стать «самой популярной песней» по оценкам Official Charts Company. 24 апреля она сразу дебютировала на позиции № 1 в еженедельном «официальном» британском чарте UK Singles Chart, что сделало Тома Мура старейшим человеком, достигшим этой позиции, и означает, что он будет № 1 в свой 100-летний день рождения.
Движение сингла Мура к достижению первого места (№ 1 в музыкальном хит-параде) было усилено, когда его главный конкурент, тогдашний номер 1, канадский певец The Weeknd через Twitter попросил людей поддержать Мура и «сделать его номером один» на его 100-й день рождения. Так оно и получилось.

## Личная жизнь
Мур женился на Памеле в 1968 году, у них две дочери: Люси и Ханна. Памела умерла примерно в 2006 году. С 2008 года Мур жил с Ханной, её мужем и двумя внуками в Марстон-Мортейне, Бедфордшир. У него также есть ещё два других внука. В последние годы он лечился в NHS от рака кожи, а в 2018 году перенёс перелом бедра.
В декабре 2020 года Мур отправился в отпуск с семьей на Барбадос после того, как авиакомпания British Airways заплатила за его рейс.

## Смерть
31 января 2021 года Мур был госпитализирован в Бедфордскую больницу после положительного результата теста на COVID-19 и лечения от пневмонии. Он умер от болезни через два дня.